# میکی نادال
میگل نادال فورریل (به اسپانیایی: Miguel Nadal Furriel) (زاده ۲۹ سپتامبر ۱۹۶۷ پدرولا در ساراگوسا) یک کمدین و بازیگر اسپانیایی است که هم در رادیو و هم در تلویزیون ایفای نقش می‌کند. او بیشتر با نام میکی نادال شناخته می‌شود.

## زندگی
او در رشتهٔ حقوق مشغول به تحصیل شد اما قبل از به پایان رسانیدن، این رشته را ترک کرد و به مادرید رفت و در آنجا ماند تا بتواند بازیگر شود.
اولین کار او، بازی در یکی از فیلم‌های پپه ناواررو با نام لبخند پلیکان در سال ۱۹۹۷ بود. وی در آنجا با فلورنتینو فرناندس آشنا شد که بعدها دوستی عمیقی بین آن دو ایجاد شد.
او در سال ۱۹۹۷ به گروه إل اینفورمال پیوست و در ساخت سری دوم این مجموعهٔ تلویزیونی همکاری کرد.
در ابتدا او و فرناندس در پشت صحنه فعالیت می‌کردند. اما نادال کم کم به محبوب‌ترین شخصیت این مجموعهٔ تلویزیونی بدل شد که ساخت آن تا آوریل سال ۲۰۰۲ طول کشید.
او در مجموعه‌های زیر ایفای نقش کرده‌است: